# Teofilo Folengo
Gerolamo, dit Teofilo Folengo (ou Folengi), né à Mantoue le 8 novembre 1491 et mort à Bassano le 9 décembre 1544, est un poète burlesque et un écrivain italien plus connu sous le nom de Merlin Coccai, Merlino Coccajo, nom qui veut dire tout simplement Merlinus Coquus, Merlin le cuisinier.

## Biographie
Né dans un faubourg de Mantoue, d'une famille noble, Teofilo Folengo entre à 16 ans dans l'ordre des Bénédictins, quitte son couvent à vingt ans pour courir le monde avec une femme qu'il avait séduite, se fait arrêter par les autorités pontificales, fait de la prison  et court l'Italie en mendiant son pain, en récitant des vers et chantant des airs populaires.
Les biographes n'ont pas cherché cette vie bizarre là où elle est : dans le poème de Folengo qui, sous le nom de Baldus, y raconte ses aventures nomades, mais surtout dans un petit livre rare publié par son frère Giovanni Battista Folengo, Traité de Morale et de Théologie, rédigé en dialogues, et qui montre les deux frères sous leur nom véritable, consolant leurs mutuels ennuis par la double confession, l'un de ses combats contre les passions, l'autre de ses erreurs amoureuses.
Réclamé par son frère le philosophe, Merlin Coccai entre dans le même couvent en 1526 et tâche de suivre son exemple, lui qui n'oubliait ni sermons ni lettres, ni livres imprimés, pour remettre l'enfant prodigue dans la voie du salut.
Le moine défroqué a trop souffert sur les grandes routes et dans les mains des sbires pour ne pas préférer l'ennui du couvent à la vie poétique des gueux. Mais le souvenir du passé lui plait encore par quelque côté, et, tout en professant de son repentir et de son retour à une vie plus honnête, il se console de ce qu'il perd en jetant les souvenirs de son expérience dans une épopée bouffonne.
Il y meurt à Bassano le 9 décembre 1544.

## Œuvre et style

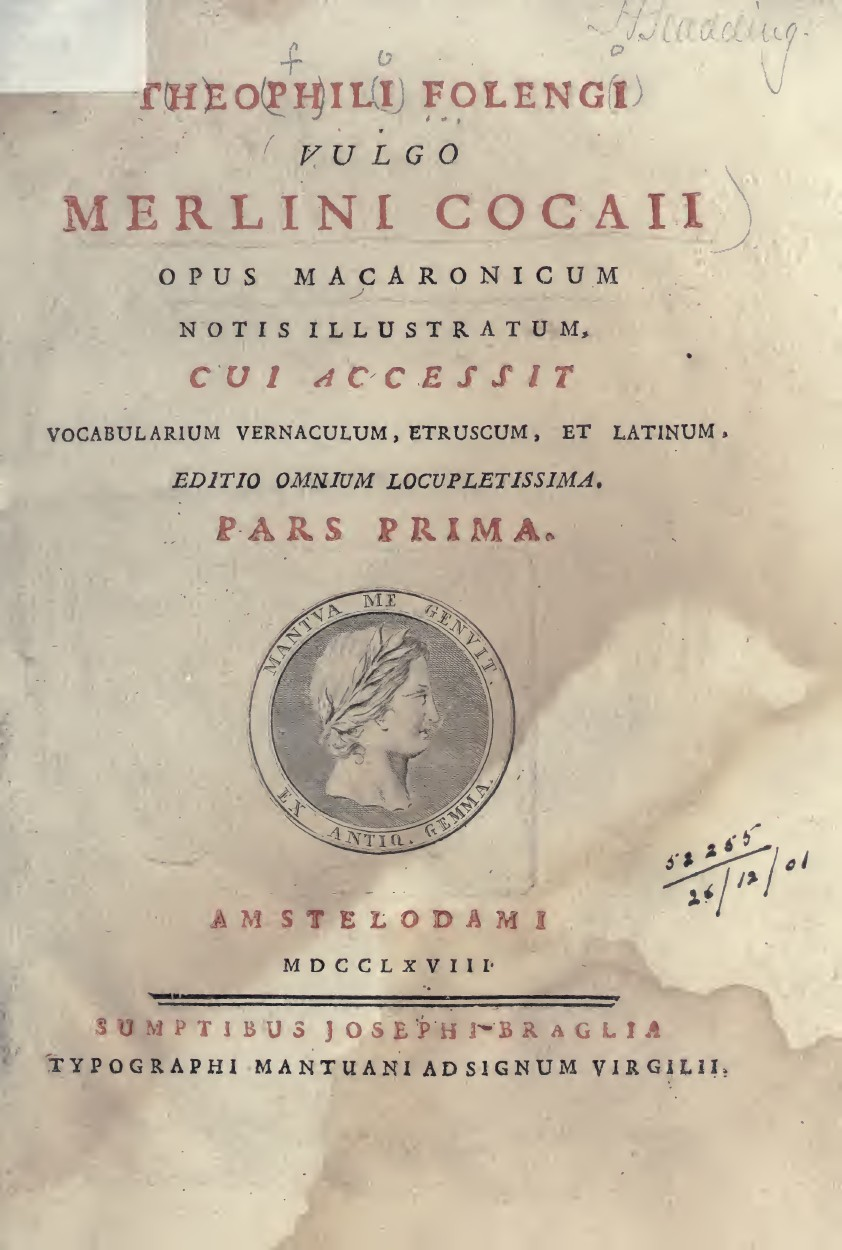
Maccheronee

### Le macaronisme
Teofilo Folengo est le créateur du genre macaronique : il publie à Venise en 1517, sous le pseudonyme de Merlino Coccaio, Baldus, un recueil de dix-sept livres de Macaronicae, où il mêle le latin, l'italien et le patois mantouan. Cette œuvre qui raconte les aventures du géant Fracasse et du fourbe Cingar, a probablement servi de source d'inspiration à François Rabelais. Une traduction anonyme paraît en 1606 sous le nom de Histoire macaronique de Merlin Coccaie, prototype de Rablais, ce qui oriente la réception de l'écrivain en France.
On a aussi retenu de lui l'Orlandino ou l'Enfance de Uolani, et des poésies dévotes.
Il ne l'écrit pas même en latin, langue des savants, ni en italien, langue des cours, mais en latin de cuisine, mêlé de patois toscan, de gros mots populaires et d'élégances romaines, et qui a fait école.
Ainsi sont rédigées en argot, moitié allégoriquement, moitié sérieusement, les aventures du moine Folengo. Ce poème, aussi énorme que le Pantagruel, aussi confus et tout aussi gastronomique, s'appelle la Macaronée de Merlin Coccaïe, ou, si l'on veut, « plat de macaroni offert au public par le cuisinier Merlin. »

### Un comique grotesque
À la tête des premières éditions de cette œuvre grotesque, une estampe montre l'auteur couronné de lauriers, assis près d'une table du XVIe siècle, entre deux femmes complaisantes, Tognina, qui lui verse à boire, et Zanitonella, armée d'une fourchette à deux pointes, au bout de laquelle est suspendu le délicieux macaroni. Merlin Coccaïe ouvre une bouche énorme pour recevoir cette manne céleste, et sa main avide s'étend vers la table pour y chercher le plat qui la contient. Le sens du grossier et triple symbole est facile à déchiffrer. Ce plat de macaroni de Merlin manque d'invention et de poésie, mais on y trouve une fluidité de veine qui ne tarit pas, une facétie inexorablement bouffonne, un gros rire sans bornes, ébauchées légèrement, mais reconnaissables et jaillissant d'un pinceau vif et hardi.
L'un des procédés de Folengo se rapproche souvent de celui de Rabelais : l'énumération devenue comique par son exagération même. Le catalogue des objets vendus au marché occupe cent vers macaroniques :
Stringas, cordones, bursellos, cingula, guantos,

Taschellas, scufias, scufiottos, cultra, guainas,

Carneros, fibias, calamos, calamaria, cordas,

Pectina, specchiettos, zamporguas atque sonaios, etc..
Merlin Coccaïe a donné à Rabelais l'exemple de cette érudition encyclopédique, qui accumule, au sein d'un roman irréaliste, les détails les plus curieux sur l'état des sciences et des arts au XVIe siècle. Ainsi, les historiens de la musique trouveraient dans la « vingtième assiette de macaroni » des particularités très importantes sur la musique italienne du XVIe siècle, sur Josquin, sur ses rivaux, sur la chapelle Sixtine :
Vosque Leoninae cantorum squadra capellae !

O Josquine, Deo gratissime, nascère mundo, etc..

## Influence
Rabelais s'est inspiré à plusieurs reprises des Macaronnées de Folengo dans la geste pantagruélique. Des indices montrent qu'il a au moins consulté les deux premières éditions du Baldus, comme le montre la mention au De patria diabolorum dans le Pantagruel et le Tiers Livre ; qui tire son origine de la première version du texte en 1517 ; ainsi que la présentation de Cingar comme un pauvre cordonnier dans le Tiers Livre, qui se réfère à la seconde version de 1521. Deux passages du Quart Livre s'inspirent du prédécesseur italien : l'épisode des moutons et celui de la tempête en mer.

### Éditions anciennes
- Opus macaronicum (les macaronées), 1520
- Pierre Gustave Brunet, Histoire Maccaronique de Merlin Coccaie, prototype de Rabelais, Paris, Adolphe Delahaye, libraire-éditeur, 1859, 452 p.

### Éditions modernes
- Baldus, édition bilingue, 3 tomes, collection « Bibliothèque italienne », Belles Lettres, 2004-2006.
- Teofilo Folengo (édition critique par Carole Primot), Histoire macaronique de Merlin Coccaie, prototype de Rablais, Paris, Classiques Garnier, coll. « Textes de la Renaissance » (no 239), 2021, 583 p. (ISBN 978-2-406-10959-4).

### Études
- Carole Primot, Teofilo Folengo en France à la Renaissance : entendons ce que dict Merlin Cocagne, Classiques Garnier, Paris, coll. « Études et essais sur la Renaissance » (no 126), 2021, 293 p. (ISBN 978-2-406-12177-0).
- Marie-Nicolas Bouillet  et Alexis Chassang (dir.), « Teofilo Folengo » dans Dictionnaire universel d’histoire et de géographie, 1878 (lire sur Wikisource)